# 7564 Gokumenon
7564 Gokumenon (tên chỉ định: 1988 CA) là một tiểu hành tinh vành đai chính. Nó được phát hiện bởi R. Rajamohan ở Đài Quan sát Vainu Bappu tại Kavalur, Ấn Độ, ngày 7 tháng 2 năm 1988. Nó được đặt theo tên M. G. K. Menon, tên nick "Goku", một nhà vật lý học Ấn Độ.